# Corte Palasio
Corte Palasio – miejscowość i gmina we Włoszech, w regionie Lombardia, w prowincji Lodi.
Według danych na rok 2004 gminę zamieszkiwały 1493 osoby, 99,5 os./km².